# Chloroclysta populifolia
Chloroclysta populifolia là một loài bướm đêm trong họ Geometridae.